# ريكاردو زويدل
ريكاردو زويدل (بالألمانية: Riccardo Zoidl)‏ مواليد 8 أبريل 1988 في لينتس، هو دراج نمساوي في صنف سباق الدراجات على الطريق. فاز بطواف النمسا 2013 وكذلك فاز بسباق كرواتيا-سلوفينيا في 2013.

## السجل

### سباقات أو مراحل فاز بها
| التاريخ        | السباق                                                    | المركز                                        |
| -------------- | --------------------------------------------------------- | --------------------------------------------- |
| 01 يناير 2012  | 2012 Belgrade-Banja Luka II                               |                                               |
| 17 يونيو 2012  | 2012 Oberösterreich Rundfahrt                             |                                               |
| 01 يناير 2013  | طواف أوروبا للدراجات 2013                                 | الفائز في التصنيف العام                       |
| 10 مارس 2013   | بوريك تروفي 2013                                          |                                               |
| 01 مايو 2013   | طواف دي بريتاجن 2013                                      | الفائز في التصنيف العام                       |
| 16 يونيو 2013  | 2013 Oberösterreich Rundfahrt                             | الفائز في التصنيف العام                       |
| 07 يوليو 2013  | طواف النمسا 2013                                          | الفائز في التصنيف العام                       |
| 01 سبتمبر 2013 | 2013 Croatia–Slovenia                                     | الفائز في التصنيف العام                       |
| 16 فبراير 2014 | 2014 تور ميديترانين                                       |                                               |
| 29 يونيو 2014  | 2014 Austria National Road Cycling Championships - Men RR |                                               |
| 29 مارس 2015   | فولتا كاتالونيا 2015                                      | الرابع في تصنيف الجبال                        |
| 24 أبريل 2016  | طواف كرواتيا 2016                                         |                                               |
| 09 أبريل 2017  | سيركويت ديس آردن 2017                                     | الفائز حسب تصنيف المجموعة                     |
| 28 مايو 2017   | 2017 Flèche du Sud                                        |                                               |
| 11 يونيو 2017  | 2017 Oberösterreich Rundfahrt                             |                                               |
| 17 يونيو 2018  | 2018 Oberösterreich Rundfahrt                             |                                               |
| 24 يونيو 2018  | طواف باي دو سافوا 2018                                    | الفائز في التصنيف العام                       |
| 12 أغسطس 2018  | جولة ركوب الدراجات التشيكية 2018                          | الفائز في التصنيف العام                       |
| 23 فبراير 2020 | طواف أنطاليا 2020                                         | الأول في تصنيف الجبال، الثالث في تصنيف النقاط |
| 13 يونيو 2021  | 2021 Oberösterreich Rundfahrt                             |                                               |
| 19 مايو 2024   | طواف اليونان 2024                                         | الفائز في التصنيف العام                       |
| 02 يونيو 2024  | طواف مالوبولسكا 2024                                      | الفائز في التصنيف العام                       |

## روابط خارجية
- ريكاردو زويدل على موقع الاتحاد الدولي للدراجات (الإنجليزية)
- ريكاردو زويدل على موقع أرشيف الدراجات (الإنجليزية)
- ريكاردو زويدل على موقع إحصائيات الدراجات الإحترافية (الإنجليزية)
- ريكاردو زويدل على موقع نسبة الدراجات (الإنجليزية)
- ريكاردو زويدل على موقع CycleBase (الإنجليزية)